# Gassan (Nayala)
Pour les articles homonymes, voir Gassan.
Gassan (également connu comme Gassam) est un village du département et la commune rurale de Gassan, dont il est le chef-lieu, situé dans la province du Nayala et la région de la Boucle du Mouhoun au Burkina Faso.

## Éducation et santé
La commune accueille un centre de santé et de promotion sociale (CSPS).